# Credo ut intelligam
L'espressione latina credo ut intelligam significa letteralmente "credo, per capire". È stata introdotta da Anselmo d'Aosta - benché possa essere rintracciata concettualmente già in Sant'Agostino - insieme alla speculare "Intelligo ut credam" ("Capisco, per credere") per risolvere il problema della non-conoscibilità del Dio trascendente dei cristiani.
Nel tardo periodo romano, venivano rivolte ai cristiani molte critiche: una di queste era di pregare un Dio non conoscibile dalla mente umana (in particolare a causa del dogma della Trinità); la soluzione offerta da Sant'Agostino a questo dilemma è: credo per capire l'ineffabile mistero di Dio (Credo, ut intelligam); e, avendo alfine compreso Dio, posso a maggior ragione credere (Intelligo, ut credam).